# الجبهة الشرقية (السودان)
الجبهة الشرقية هو تحالف من الجماعات المتمردة التي تعمل في شرق السودان على طول الحدود مع إريتريا، وخاصة الدول من البحر الأحمر و كسلا. رئيس الجبهة الشرقية هو موسى محمد أحمد. بينما كان الجيش الشعبي لتحرير السودان (SPLA) هو العضو
الأساسي في الجبهة الشرقية، كان الجيش الشعبي لتحرير السودان مضطرًا للمغادرة بموجب اتفاق السلام الشامل في يناير 2005 والذي أنهى الحرب الأهلية السودانية الثانية. ثم انضمت حركة العدل والمساواة، وهي جماعة متمردة من دارفور.

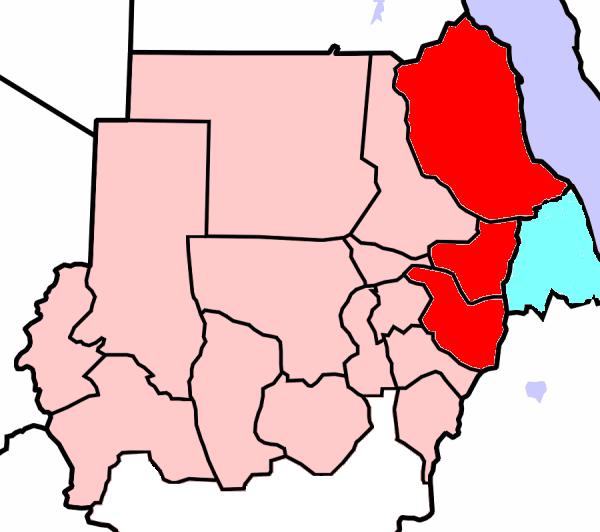
ولايات كسلا والقضارف والبحر الأحمر (باللون الأحمر) ، وجميعها على حدود إريتريا (باللون الأزرق الفاتح). البحر الأحمر مميز باللون الأزرق

## أسباب التمرد
ذكر كل من مؤتمر الأسود الحرة ومؤتمر البجا أن عدم تكافؤ الحكومة في توزيع أرباح النفط كان سبب تمردهم. وطالبوا بأن يكون لهم دور أكبر في تكوين الحكومة القومية ، الأمر الذي كان يُنظر إليه على أنه تأثير مزعزع للاستقرار على اتفاق إنهاء الصراع في جنوب السودان، دعمت الحكومة الإريترية في أسمرة الجبهة الشرقية على ما يبدو رداً على الدعم السوداني للفصائل الإسلامية الإريترية. في غضون ذلك، شكلت حركة العدل والمساواة تحالفًا مع الجبهة الشرقية ودفعت بقواتها إلى المنطقة في محاولة على ما يبدو لوضع نفسها كحركة وطنية، بدلاً من كونها حركة تقتصر على موطنها في دارفور. كما تطالب الجبهة الشرقية بتحرير مثلث حلايب من الاحتلال المصري واستعادته للسيادة السودانية كما كان الحال قبل التسعينيات.

## رد الحكومة السودانية
كانت الجبهة الشرقية قد هددت بعرقلة تدفق النفط الخام الذي ينتقل من حقول النفط في المناطق الجنوبية الوسطى إلى الأسواق الخارجية عبر بورتسودان، كما تم تهديد خطة حكومية لبناء مصفاة نفط ثانية بالقرب من بورتسودان. وأفادت الأنباء أن الحكومة لديها ثلاثة أضعاف عدد الجنود في الشرق لقمع التمرد وحماية البنية التحتية الحيوية كما هو الحال في منطقة دارفور.

## محادثات السلام والاتفاق
غيرت الحكومة الإريترية في منتصف عام 2006 موقفها من الصراع. من كونهم الداعم الرئيسي للجبهة الشرقية، قررت الحكومة الإريترية جلب الحكومة السودانية حول طاولة المفاوضات لأن لتوصل إلى اتفاق مع المتمردين سيكون في مصلحتهم. تقترح مجموعة الأزمات الدولية أن هذا يرجع إلى أنهم يريدون تجنب أي صراع على حدودهم السودانية في حالة نشوب حرب مع إثيوبيا. لقد نجحت إريتريا في اتفاق السودان مع المتمردين، وفي 19 يونيو 2006، وقع الجانبان اتفاقية إعلان المبادئ. كانت هذه بداية أربعة أشهر من المفاوضات التي توسطت فيها إريتريا للتوصل إلى اتفاق سلام شامل بين الحكومة السودانية والجبهة الشرقية، والتي انتهت بالتوقيع على اتفاق سلام شرق السودان في 14 أكتوبر / تشرين الأول 2006 في أسمرة.
وتغطي الاتفاقية القضايا الأمنية وتقاسم السلطة على المستويين الاتحادي والإقليمي وتقاسم الثروة فيما يتعلق بالولايات الشرقية الثلاث كسلا والبحر الأحمر والقضارف . 
في 8 يناير 2011، اندمج التحالف الفيدرالي لشرق السودان (FAES)، وهو مجموعة منشقة عن الجبهة الشرقية المتمردة سابقًا، مع حركة العدل والمساواة (JEM)، مما أعاد التأكيد على الحاجة إلى تصعيد المقاومة للإطاحة بحكومة البشير.

## روابط خارجية
- "Q&A: Sudan's eastern rebellion". بي بي سي نيوز. 23 يونيو 2005. مؤرشف من الأصل في 2020-09-28. اطلع عليه بتاريخ 2006-10-15.
- النص الكامل لاتفاقية سلام شرق السودان ، صانع السلام التابع للأمم المتحدة
- "اختراق: السلام في شرق السودان." ، مدونة بقلم مبعوث الأمم المتحدة إلى السودان جان برونك ، 21 أكتوبر / تشرين الأول 2006
- موجز عن الأزمة بشأن التمرد في شرق السودان من رويترز أليرت نت